# Coupe intercontinentale 1969
La Coupe intercontinentale 1969 est la dixième édition de la Coupe intercontinentale de football. Elle oppose lors d'un match aller-retour le club italien de l'AC Milan, vainqueur de la Coupe des clubs champions européens 1968-1969, au club argentin de l'Estudiantes de La Plata, vainqueur de la Copa Libertadores 1969 et tenant du titre. Il s'agit de la deuxième apparition de ces deux équipes dans cette compétition.
Le score cumulé des deux rencontres détermine le vainqueur. En cas d'égalité, un match d'appui est joué sur terrain neutre.
Le match aller se déroule au stade San Siro de Milan, le 8 octobre 1969 devant 60 675 spectateurs et est arbitré par le Français Roger Machin. Les Milanais s'imposent sur le score de 3-0 grâce à un doublé d'Angelo Sormani et un but de Nestor Combin. Le match retour a lieu à La Bombonera de Buenos Aires, le 22 octobre 1969 devant 45 000 spectateurs. La rencontre arbitrée par le Chilien Domingo Massaro Conley se conclut par une victoire des Argentins sur le score de 2-1, Gianni Rivera ouvrant le score pour Milan, avant que Marcos Conigliaro puis Ramón Aguirre Suárez ne donnent l'avantage à l'Estudiantes. L'AC Milan s'impose sur le score cumulé de 4-2 et remporte ainsi sa première Coupe intercontinentale.
En 2017, le Conseil de la FIFA a reconnu avec document officiel (de jure) tous les champions de la Coupe intercontinentale avec le titre officiel de clubs de football champions du monde, c'est-à-dire avec le titre de champions du monde FIFA, initialement attribué uniquement aux gagnants de la Coupe du monde des clubs FIFA.

## Feuilles de match

### Match aller
| Match aller                  | AC Milan                    | 3 - 0   | Estudiantes de La Plata | Stade San Siro, Milan                         |                                               |
| 8 octobre 1969 21 h 00 UTC+1 | Sormani 7e 82e · Combin 45e | (2 - 0) |                         | Spectateurs : 60 675 Arbitrage : Roger Machin | Spectateurs : 60 675 Arbitrage : Roger Machin |
| 8 octobre 1969 21 h 00 UTC+1 | (Rapport)                   |         |                         | Spectateurs : 60 675 Arbitrage : Roger Machin | Spectateurs : 60 675 Arbitrage : Roger Machin |

| Milan | Estudiantes |

| MILAN :       |  |                         |  |     |
|               |  |                         |  |     |
| G             |  | Fabio Cudicini          |  |     |
| D             |  | Saul Malatrasi          |  |     |
| D             |  | Angelo Anquilletti      |  |     |
| D             |  | Roberto Rosato          |  |     |
| D             |  | Karl-Heinz Schnellinger |  |     |
| M             |  | Giovanni Lodetti        |  |     |
| M             |  | Gianni Rivera (c)       |  |     |
| M             |  | Romano Fogli            |  |     |
| A             |  | Angelo Sormani          |  |     |
| A             |  | Nestor Combin           |  | 65e |
| A             |  | Pierino Prati           |  |     |
| Remplaçants : |  |                         |  |     |
| MF            |  | Giorgio Rognoni (en)    |  | 65e |
| Entraîneur :  |  |                         |  |     |
| Nereo Rocco   |  |                         |  |     |

| ESTUDIANTES :         |  |                           |  |     |
|                       |  |                           |  |     |
| G                     |  | Alberto José Poletti (en) |  |     |
| D                     |  | Ramón Aguirre Suárez (en) |  |     |
| D                     |  | José Hugo Medina          |  |     |
| D                     |  | Raúl Madero (en)          |  |     |
| D                     |  | Oscar Malbernat (en) (c)  |  |     |
| M                     |  | Carlos Bilardo            |  |     |
| M                     |  | Néstor Togneri            |  |     |
| M                     |  | Juan Echecopar (es)       |  | 59e |
| M                     |  | Eduardo Flores            |  |     |
| A                     |  | Marcos Conigliaro         |  |     |
| A                     |  | Juan Ramón Verón          |  |     |
| Remplaçants :         |  |                           |  |     |
| M                     |  | Felipe Ribaudo (es)       |  | 59e |
| Entraîneur :          |  |                           |  |     |
| Osvaldo Zubeldía (en) |  |                           |  |     |

### Match retour
| Match retour                  | Estudiantes de La Plata                  | 2 - 1   | AC Milan   | La Bombonera, Buenos Aires                              |                                                         |
| 22 octobre 1969 21 h 00 UTC-3 | Conigliaro 43e · Aguirre Suárez (en) 45e | (2 - 1) | 30e Rivera | Spectateurs : 45 000 Arbitrage : Domingo Massaro Conley | Spectateurs : 45 000 Arbitrage : Domingo Massaro Conley |
| 22 octobre 1969 21 h 00 UTC-3 | (Rapport)                                |         |            | Spectateurs : 45 000 Arbitrage : Domingo Massaro Conley | Spectateurs : 45 000 Arbitrage : Domingo Massaro Conley |

| Estudiantes | Milan |

| ESTUDIANTES :         |  |                           |     |     |
|                       |  |                           |     |     |
| G                     |  | Alberto José Poletti (en) |     |     |
| D                     |  | Eduardo Luján Manera (en) | 87e |     |
| D                     |  | Ramón Aguirre Suárez (en) | 67e |     |
| D                     |  | Raúl Madero (en)          |     |     |
| D                     |  | Oscar Malbernat (en) (c)  |     |     |
| M                     |  | Carlos Bilardo            |     | 53e |
| M                     |  | Daniel Romero             |     |     |
| M                     |  | Néstor Togneri            |     |     |
| A                     |  | Marcos Conigliaro         |     |     |
| M                     |  | Juan Taverna (en)         |     |     |
| A                     |  | Juan Ramón Verón          |     |     |
| Remplaçants :         |  |                           |     |     |
| M                     |  | Juan Echecopar (es)       |     | 53e |
| Entraîneur :          |  |                           |     |     |
| Osvaldo Zubeldía (en) |  |                           |     |     |

| MILAN :       |  |                         |  |     |
|               |  |                         |  |     |
| G             |  | Fabio Cudicini          |  |     |
| D             |  | Saul Malatrasi          |  | 53e |
| D             |  | Angelo Anquilletti      |  |     |
| D             |  | Roberto Rosato          |  |     |
| D             |  | Karl-Heinz Schnellinger |  |     |
| M             |  | Giovanni Lodetti        |  |     |
| M             |  | Gianni Rivera (c)       |  |     |
| M             |  | Romano Fogli            |  |     |
| A             |  | Angelo Sormani          |  |     |
| A             |  | Nestor Combin           |  |     |
| A             |  | Pierino Prati           |  | 38e |
| Remplaçants : |  |                         |  |     |
| D             |  | Luigi Maldera (en)      |  | 53e |
| M             |  | Giorgio Rognoni (en)    |  | 38e |
| Entraîneur :  |  |                         |  |     |
| Nereo Rocco   |  |                         |  |     |